# Sauber C13
Sauber C13 je Sauberjev dirkalnik Formule 1, ki je bil v uporabi v sezoni 1994, ko so z njim dirkali Karl Wendlinger, Andrea de Cesaris, Jyrki Järvilehto in Heinz-Harald Frentzen. Jyrki Järvilehto se na dveh dirkah ni uspel uvrstiti med dobitnike točk, Andrea de Cesaris je dosegel eno šesto mesto na Veliki nagradi Francije, Karl Wendlinger je na treh dirkah dosegel ob enem šestem mestu še četrto mesto na Veliki nagradi San Marina, Heinz-Harald Frentzen pa četrto mesto na Veliki nagradi Francije, ob tem pa še dve peti in eno šesto mesto. Skupno je to moštvu prineslo osmo mesto v konstruktorskem prvenstvu z dvanajstimi točkami.

## Popolni rezultati Formule 1
(legenda)
| Leto | Moštvo | Motor                   | Gume | Dirkači               | 1   | 2   | 3   | 4   | 5   | 6   | 7   | 8   | 9   | 10  | 11  | 12  | 13  | 14  | 15  | 16  | Toč | Prv |
| ---- | ------ | ----------------------- | ---- | --------------------- | --- | --- | --- | --- | --- | --- | --- | --- | --- | --- | --- | --- | --- | --- | --- | --- | --- | --- |
| 1994 | Sauber | Mercedes-Benz 2175B V10 | G    |                       | BRA | PAC | SMR | MON | ŠPA | KAN | FRA | VB  | NEM | MAD | BEL | ITA | POR | EU  | JAP | AVS | 12  | 8.  |
| 1994 | Sauber | Mercedes-Benz 2175B V10 | G    | Karl Wendlinger       | 6   | Ret | 4   | DNQ | Inj | Inj | Inj | Inj | Inj | Inj | Inj | Inj | Inj | Inj | Inj | Inj | 12  | 8.  |
| 1994 | Sauber | Mercedes-Benz 2175B V10 | G    | Andrea de Cesaris     |     |     |     |     |     | Ret | 6   | Ret | Ret | Ret | Ret | Ret | Ret | Ret |     |     | 12  | 8.  |
| 1994 | Sauber | Mercedes-Benz 2175B V10 | G    | Jyrki Järvilehto      |     |     |     |     |     |     |     |     |     |     |     |     |     |     | Ret | 10  | 12  | 8.  |
| 1994 | Sauber | Mercedes-Benz 2175B V10 | G    | Heinz-Harald Frentzen | Ret | 5   | 7   | WD  | Ret | Ret | 4   | 7   | Ret | Ret | Ret | Ret | Ret | 6   | 6   | 7   | 12  | 8.  |

‎